# Arlene Francis
Arlene Francis (Boston, Massachusetts; 20 de octubre de 1907- San Francisco, California; 31 de mayo de 2001) fue una actriz, presentadora radiofónica y panelista de concursos estadounidense. Fue conocida por su larga trayectoria como panelista en el concurso televisivo What's My Line?, en el que actuó con regularidad a lo largo de 25 años, desde 1950 hasta mediada la década de 1970.

## Primeros años
Su nombre completo era Arline Francis Kazanjian, y nació en Boston, Massachusetts. Su madre era Leah Davis, y su padre Aram Kazanjian, de origen armenio, que a los 16 años estudiaba arte en París cuando supo que sus padres habían muerto en una de las masacres hamidianas perpetradas por el Imperio Otomano en Anatolia entre 1894 y 1896. Él emigró a los Estados Unidos y se hizo fotógrafo retratista, abriendo un estudio propio en Boston a principios del siglo XX. Más adelante, Kazanjian pintó lienzos de temas naturales, vendiéndolos en subasta en Nueva York.
Cuando Francis tenía siete años de edad, su padre decidió que la familia se mudara a un apartamento en Washington Heights (Manhattan). Francis permaneció en dicha ciudad hasta que su hijo la llevó a una residencia en San Francisco, California, en 1995.

## Carrera
Tras estudiar en el Finch College, Francis tuvo una amplia y variada carrera en el mundo del espectáculo. Fue una dotada actriz, con 25 obras teatrales representadas en el circuito de Broadway, desde La Gringa en 1928 a Don't Call Back en 1975. También actuó en numerosos teatros locales y en obras Off-Broadway.
Francis llegó a ser una conocida figura de la radio neoyorquina, presentando varios programas, entre ellos un programa de entrevistas en la cadena WOR (AM) que se emitió entre 1960 y 1984. En 1943 empezó a presentar un concurso radiofónico, Blind Date, que también presentó en su formato televisivo para la ABC y la NBC entre 1949 y 1952. También fue una de las regulares en el show de NBC Radio Monitor, emitido en las décadas de 1950 y 1960.
Francis fue panelista en el concurso semanal What's My Line? desde su segundo episodio en la CBS en 1950 hasta su cancelación en 1967, y posteriormente en su versión diaria de redifusión entre 1968 y 1975. Francis también actuó en muchos otros concursos, entre ellos Match Game, Password, y otros programas producidos por Mark Goodson y Bill Todman. 
Mujer pionera en el mundo de la televisión, fue una de las primeras en presentar un programa que no era de naturaleza dramática o musical. Entre 1954 y 1957 fue presentadora y editora de Home, un programa de la NBC orientado a las mujeres concebido por el presidente de la cadena, Sylvester Weaver, para complementar los programas Today y The Tonight Show. La revista Newsweek sacó en portada a Arlene Francis llamándola "primera dama de la televisión." Además, Francis presentó Talent Patrol mediada la década de 1950.
También actuó para el cine, debutando con el papel de prostituta en Murders in the Rue Morgue (1932), junto a Bela Lugosi. Francis fue escogida para el papel a pesar de que su única experiencia interpretativa era un pequeño papel en una producción Shakespeariana llevada a cabo en la escuela en la que recientemente se había graduado.
En la década de 1960, Arlene Francis actuó encarnando a la mujer de James Cagney en la comedia Uno, dos, tres (1961), dirigida por Billy Wilder y filmada en Múnich. También rodó The Thrill of It All (1963) y la versión televisiva de la obra Laura (1968), la cual había interpretado varias veces en la escena. Su última actuación cinematográfica tuvo lugar en la película de Wilder Fedora (1978).
Francis escribió una autobiografía en 1978 titulada Arlene Francis: A Memoir con la ayuda de una antigua amiga, Florence Rome. También escribió That Certain Something: The Magic of Charm en 1960 y un libro de cocina, No Time for Cooking, en 1961.

## Vida personal
Francis estuvo casada dos veces, la primera con Neil Agnew en 1935. Él trabajaba en el departamento de ventas de Paramount Pictures, y la pareja se divorció en 1945.
El segundo matrimonio de Francis fue con el actor y productor Martin Gabel, desde 1946 hasta la muerte de él el 22 de mayo de 1986, a causa de un ataque cardiaco. Gabel fue con frecuencia panelista de What's My Line?. La pareja, que a menudo se intercambiaba palabras de cariño en el programa, tuvo un hijo, Peter Gabel, nacido el 28 de enero de 1947. Peter Gabel , un académico de derecho en su momento asociado al New College of California, es editor asociado de la revista Tikkun. 
Arlene Francis falleció, acompañada de su hijo Peter, el 31 de mayo de 2001 en San Francisco, California, a causa de una enfermedad de Alzheimer y un cáncer. Tenía 93 años de edad. Fue enterrada junto a su esposo en el Cementerio Roosevelt Memorial Park del Condado de Bucks, en Pensilvania.